# プレシアン
プレシアン （Pressian）（朝: 프레시안）は、2001年9月24日に「観点があるニュース」（朝: 관점이 있는 뉴스）をキャッチフレーズに創刊された、韓国の左派系インターネットメディア。設立当初は株式会社だったが、2013年より協同組合形式で運営されている。

## 概要
既成メディアとは異なるメディアを作ろうとした韓国の大手新聞社の新聞記者らにより、2001年に創刊された。質の高いオンライン言論を前面に出している。プレシアン（Pressian）という名称は、「プレス（Press）」と「インターネット・オルタナティブ・ニュース（Internet Alternative News）」を合わせたもので、オルタナティブメディアを作るジャーナリストだという意味が込められている。複雑な社会現象を各界の専門家と共に深く掘り下げることを目指している。
労働、環境、エネルギー、生命、安全、保健、福祉などの問題に強い関心と取材力を注いでおり、紙の新聞には絶対に載せることのできない論文に準ずる長文の外部執筆者の寄稿文も頻繁に掲載する。キム・ヨンチョル弁護士によるサムスン裏金暴露事件や黄禹錫による論文捏造事件では、初期から一貫してサムスンと黄禹錫を批判していた数少ないメディアの一つだった。
2013年5月6日に経営陣は、新しいメディアを作るために、法人形態を株式会社から協同組合で転換することを決意した。6月1日に創立総会を開き、7月3日付で転換を完了した。理事長は社長のパク・インギュが引き続き務めている。

## 受賞
| 日付       | 受賞者                     | 賞                                                              | 受賞理由 |
| ---------- | -------------------------- | --------------------------------------------------------------- | --- |
| 2004年3月  | カン・ヤング               | アムネスティ・インターナショナル言論人権賞 企画報道部門         | 黄禹錫論文捏造単独報道 |
| 2005年2月  | イ・ジュミョン、ノ・ジュヒ | 全国言論労働組合 民主言論賞 報道部門特別賞                      | 韓米FTA連続企画報道 |
| 2008年1月  | ヨ・ジョンミン             | 言論人権賞                                                      | 非正規労働集中報道 |
| 2011年1月  | プレシアン経済チーム       | 言論人権賞                                                      | サムスン無労働組合問題集中報道 |
| 2011年1月  | プレシアン経済チーム       | メディア公共性フォーラム言論賞                                  | サムスン白血病問題集中報道 |
| 2011年12月 | ソン・ムンサン画伯         | 今年の時事漫画賞                                                | 希望バス漫評 |
| 2013年6月  | ホ・ファンジュ             | 韓国オンラインジャーナリズム・アワード 探査企画報道部門最優秀賞 | 非正規職産業災害ルポ |
| 2013年12月 | プレシアン                 | 第12回宋建鎬言論賞                                              | 科学的な疑問の提起と真実探求 調査報道専門メディア 環境問題集中報道 人文学の価値の守護 社会的弱者の声の代弁 政治・メディア改革に対する社会的公論の形成 朝鮮半島平和のための努力への傾斜 |
| 2014年12月 | ソン・ムンサン画伯         | 今年の時事漫画賞                                                | セウォル号追悼漫評 |
| 2015年9月  | ホ・ファンジュ             | 今月の記者賞                                                    | 造船所労働災害企画報道 |
| 2015年11月 | ソ・オリ                   | アムネスティ・インターナショナル言論賞                          | 「私はスパイではありません」企画報道 |
| 2015年12月 | ソン・ムンサン画伯         | 今月の記者賞 専門報道部門                                       | 警察の水大砲を受ける農民のペク・ナムギさん |
| 2016年3月  | イ・グニョン経営代表       | ユーミー科学文化賞                                              | |
| 2017年11月 | チョンホン・キヘ           | アムネスティ・インターナショナル・メディア賞                    | 「韓国海外養子縁組65年」企画報道 |